# Argoun (Asie)
Pour les articles homonymes, voir Argoun.
L'Argoun (du russe : Аргун), Argun ou Ergun (mongol : ᠡᠷᠬᠥᠨ᠎ᠠ, VPMC : Erqöna, cyrillique : Эргүнэ, MNS : Ergune ; chinois simplifié : 额尔古纳河 ; chinois traditionnel : 額爾古納河 ; pinyin : é'ěrgǔnà hé ; Manchu (Latin script) : Ergune bira), dont le nom signifie en langue bouriate « fleuve large » (bouriate : Үргэн, Urgen), est avec la Chilka l'une des deux rivières dont la confluence donne naissance à l'Amour.

## Géographie
Longue de 1 620 km, elle prend naissance en Mongolie-Intérieure dans le nord-est de la Chine. Son cours sert de frontière entre la Chine (ville-préfecture de Hulunbuir) et la Russie (République de Bouriatie) sur 944 km. Dans la province chinoise du Heilongjiang, xian de Mohe, elle rejoint la Chilka pour donner naissance à l'Amour. Son cours supérieur situé entièrement en Chine est connu sous le nom de Hailar He. Son bassin a une superficie de 164 000 km2.

## Keroulen-Argoun-Amour
À 150 km à l'ouest de l'agglomération du district de Hailar, traversée par l'Argoun, se jetant dans l'Argoun les années de forte précipitation, se trouve le lac Hulun qui en temps normal n'a aucun contact avec le fleuve. Dans les années particulièrement pluvieuses, il arrive que ce lac, qui normalement n'a pas de déversoir, déborde de sa rive droite ; ses eaux coulent alors jusqu'à l'Argoun située à environ 30 km. La rivière Keroulen qui se jette dans le lac devient alors un affluent de l'Argoun ; le cours de l'ensemble Keroulen-Argoun-Amour a une longueur de 5 054 km.
Le Hulun est également alimenté par l'Orshuun, dont la source est le lac Buir, l'autre grand lac de la  ville-préfecture de Hulunbuir, dont le nom est l'assemblage de ces deux lacs et Hailar le chef-lieu.

## Culture
L'action du roman Le dernier quartier de Lune, de l'écrivaine Chi Zijian (chinois simplifié : 迟子建), prend place sur la rive droite de l'Argoun.

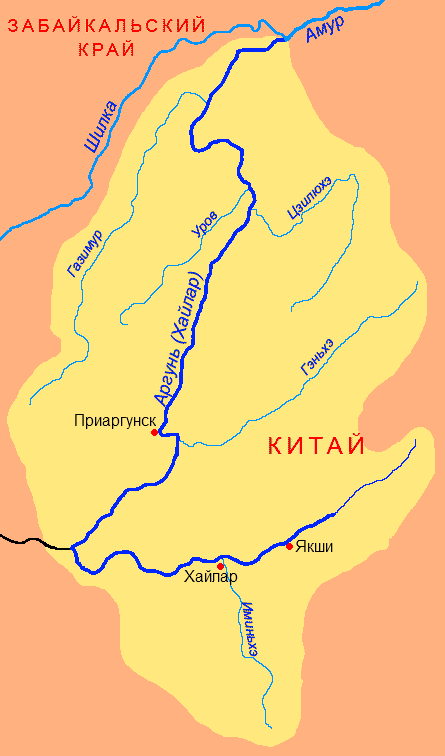
L'Argun, ses affluents et confluents (titres en bouriate)